# 临川菜梗
临川菜梗，是江西省临川区的一种地域性的小吃。

## 口感
硬的临川菜梗多半是使用未经晾晒的荠菜梗腌制的，而软的临川菜梗使用的菜梗是经过晾晒的。除了菜梗晾晒时间会影响口感的软硬，腌制时长也会起到一定作用，时间越长，口感越软。